# Johan Gyllenstierna
Johan Gyllenstierna (18 febbraio 1635 – 10 giugno 1680) è stato un politico svedese.

## Biografia
Completò gli studi all'Università di Uppsala e quindi visitò molti stati europei, cosa che gli consentì di gettare le basi per la sua profonda conoscenza della politica internazionale che in seguito lo distinsero. Al suo ritorno in patria incontrò re Carlo X nelle isole danesi e da allora gli fu vicino fino alla morte del monarca nel 1660.
Iniziò la sua carriera politica alla dieta che venne indetta per l'autunno dello stesso anno. Aristocratico di nascita, tuttavia, apparteneva ad una famiglia che non aveva beneficiato della prodigalità dei regimi precedenti. Dotato di nobili intenti e di patriottismo, contribuì con il suo zelo al recupero delle terre della corona e al rafforzamento della stessa nei confronti delle famiglie aristocratiche.
Nella Camera alta fu il portavoce della nobiltà contro i magnati, i cui eccessivi privilegi cercò di ridurre o abolire. I suoi avversari invano cercarono di ottenere il suo favore, visto che fu molto ostile ai patrizi dominanti che avevano seguito la politica avventurosa di Magnus Gabriel De la Gardie. Così egli si oppose all'alleanza francese che de la Gardie aveva portato a termine nel 1672 e sostenne costantemente l'economia interna e la neutralità in politica estera
Allo scoppio della Guerra di Scania nel 1675, fu il sostenitore più fedele ed energico del giovane re Carlo XI e, infine, divenne il suo consigliere privilegiato. In effetti, si può dire che i principi politici che instillò nel giovane monarca vennero fedelmente seguiti da Carlo durante tutto il suo regno.
Nel 1679 venne nominato plenipotenziario svedese al trattato di pace di Lund. L'alleanza che poi concluse con la Danimarca legò i due regni del nord in una politica estera comune, e cercò di facilitare la loro cooperazione armoniosa con ogni mezzo possibile. Nel 1680, dopo aver portato in Svezia la sposa danese di Carlo XI da Copenaghen, fu nominato governatore generale della Scania (Skåne), ma morì poche settimane dopo.